# 大江時茂
大江 時茂（おおえ の ときしげ）は南北朝時代の武将。寒河江氏7代。

## 生涯

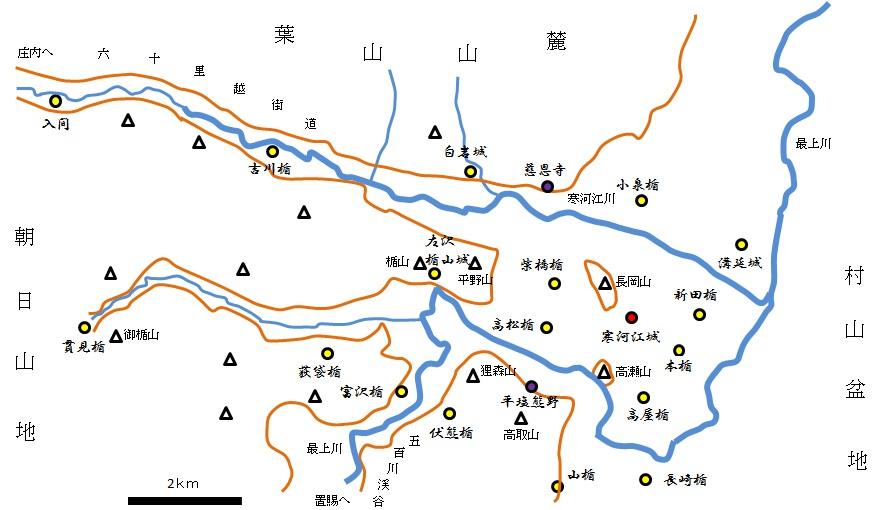
寒河江氏の城および楯

延文4年／正平14年（1359年）大江元政が斯波兼頼との戦闘に敗れて没すると、跡を継いだ大江時茂は一族の子弟を寒河江荘内各地に配置し防御を固める戦略に出た。すなわち、嫡男溝延茂信を溝延・次男元時を左沢楯山城・茂信の子政広を白岩城に配置し、さらに寒河江・柴橋・小泉・高屋・荻袋・見附にも楯を築いた。
応安元年／正平23年（1368年）漆川の戦いが勃発すると、嫡男茂信を総大将とし斯波兼頼・大崎直持の軍に当たるが一族61名が自害する大敗を喫する。斯波・大崎軍が深入りしなかったため寒河江荘を保つことはできたが、父の代に奪回した北寒河江荘は斯波兼頼の支配下に入ることとなった。漆川の戦いから5年後の応安6年／文中2年（1373年）、時茂は生き残った4男時氏に北朝側に和を乞い降ることを遺命して生涯を閉じた。
後に、分散配置した一族の子弟らは寒河江大江氏の庶流として力をつけることになる。

## 菩提寺
菩提寺の長松寺は伝承によれば文中年間（1372年から1375年）宥弘僧都によって開山とされるが、後に永正年間（1504年から1520年）に時茂の菩提寺となったという。現在は寒河江城北方西根1丁目に長松寺が残る。

## 系譜
- 父： 大江元政 - 童名千靏丸、彦太郎民部少甫。因幡守、従五位下。豊島河原合戦などで活躍するも斯波兼頼と争い敗死。法名虚山宥利。
- 母： 不詳
- 妻： 不詳
  - 大江茂信 - 長男。溝延茂信。式部少輔。溝延氏祖。式部丞[1]。漆川の戦いで自害。
  - 修理亮某 - 2男。漆川の戦いで自害。
  - 左沢元時 - 3男。左沢氏祖。弾正忠。漆川の戦いで自害。
  - 寒河江時氏 - 4男。太郎四郎。大蔵少輔・従五位下。嫡男元時を鎌倉に人質として出し、所領を安堵される。寒河江城を築城したとされる。

## 関連資料
- 寒河江市史編纂委員長 阿部酉喜夫『寒河江大江氏』、1988
- 寒河江市史編さん委員会『寒河江市史 上巻』、1994
- 寒河江市史編さん委員会『寒河江市史 大江氏ならびに関係史料』、2001